# Ouled Maaref
Ouled Maaref (em árabe: أولاد معرف) é uma comuna localizada na província de Médéa, Argélia. De acordo com o censo de 2008, a população total da cidade era de 9 287 habitantes.